# Point Roberts
Pour les articles homonymes, voir Roberts.
Point Roberts est une census-designated place (CDP) du comté de Whatcom, dans l'État de Washington aux États-Unis. Elle vit principalement du tourisme.
Elle a la particularité d'être une enclave américaine, située à la pointe sud de la péninsule Tsawwassen, dans la grande banlieue de la ville canadienne de Vancouver, en Colombie-Britannique. Point Roberts est bordée au nord par la municipalité canadienne de Delta et entourée sur les autres côtés par les eaux territoriales américaines ; il est donc impossible de la rejoindre par voie terrestre depuis les États-Unis sans passer par le Canada.

## Historique
Le nom « Point Roberts » est dû au capitaine britannique George Vancouver, dont l'ami Henry Roberts devait initialement prendre le commandement de l'expédition dans le Nord-Pacifique (1791-1795) que Vancouver mena. Les premiers Européens à avoir vu l'extrémité de la péninsule participèrent à l'expédition du capitaine espagnol Francisco de Eliza en 1791.
Le Traité de l'Oregon utilise le 49e parallèle pour la délimitation entre le Canada (alors colonie britannique) et les États-Unis, pour l'expansion vers l'ouest. Ce parallèle constitue aujourd'hui la majeure partie de la frontière entre les deux pays. 
Point Roberts devient alors une exclave, qui n'est d'ailleurs pas une exception, plusieurs zones similaires existant autour du lac des Bois dans le Minnesota, la plus grande étant l'angle nord-ouest.
Territoire entièrement plat, sa superficie est de 12,65 km2.

## Économie
L'économie repose sur le tourisme canadien, principalement des résidences secondaires. Elle est très fortement impactée par la fermeture de la frontière durant la Pandémie de Covid-19.
Beaucoup de logements sont des meublés de tourisme, empêchant les saisonniers d'habiter le territoire. Point Roberts a un supermarché, un restaurant et cinq stations-service pour moins de 1000 habitants (5000 en été avant la pandémie).
Les personnes venant du reste de l'État de Washington par la route doivent passer deux fois le contrôle aux frontières, ce qui rend difficile la venue de travailleurs américains non résidents et impacte l'économie. La situation est exacerbée par l'absence de visas de travail pour les Canadiens.

## Transport

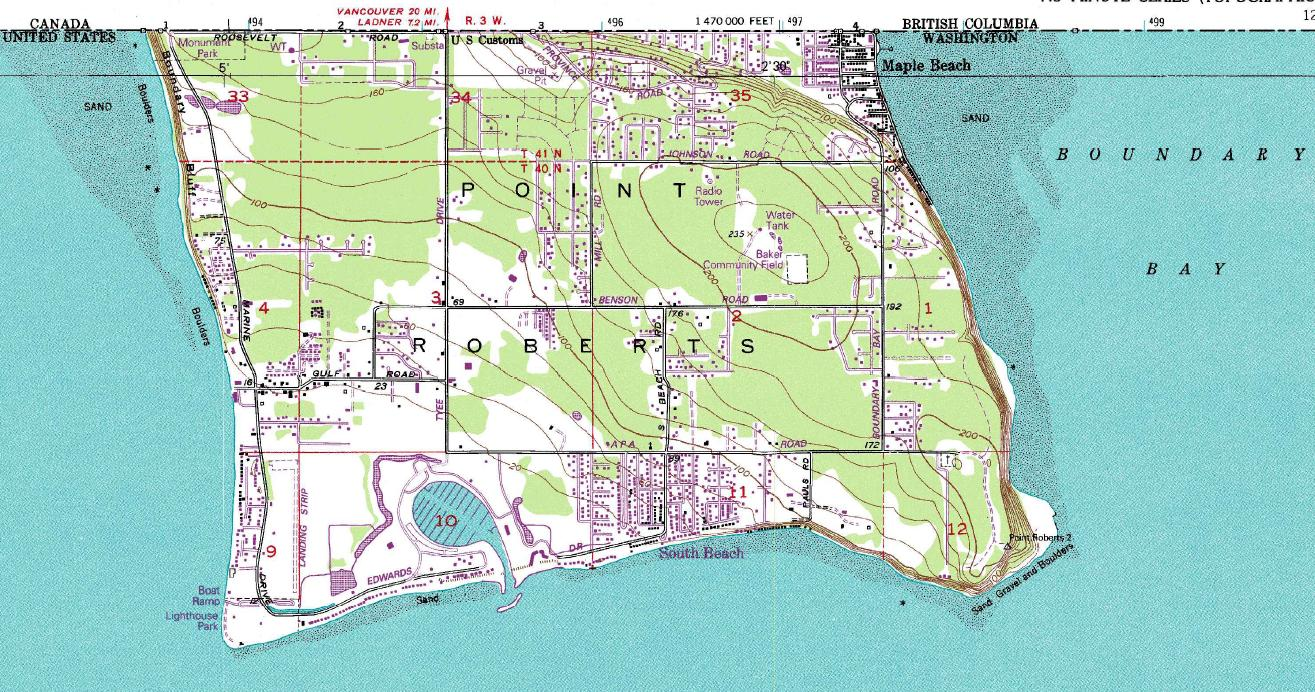
Carte de Point Roberts

Le seul accès terrestre au Canada qui soit autorisé depuis Point Roberts se fait par Tyee Drive, qui devient la 56e rue une fois la frontière passée.
Point Roberts possède par ailleurs un petit aéroport et une grande marina pour les accès aériens et maritimes.

## Démographie
| Groupe            | Point Roberts | Washington | États-Unis |
| ----------------- | ------------- | ---------- | ---------- |
| Blancs            | 91,9          | 77,3       | 72,4       |
| Asiatiques        | 4,5           | 7,2        | 4,8        |
| Métis             | 1,7           | 4,7        | 2,9        |
| Amérindiens       | 0,8           | 1,5        | 0,9        |
| Afro-Américains   | 0,8           | 3,6        | 12,6       |
| Autres            | 0,3           | 6,4        | 6,4        |
| Total             | 100           | 100        | 100        |
|                   |               |            |            |
| Latino-Américains | 2,4           | 11,2       | 16,7       |

Selon l'American Community Survey, pour la période 2011-2015, 93,04 % de la population âgée de plus de 5 ans déclare parler anglais à la maison, alors que 1,94 % le français, 1,54 % une langue chinoise, 1,38 % le tagalog et 2,11 % déclarent parler une autre langue.